# 葉夫列莫夫
53°09′11″N 38°05′41″E / 53.1531°N 38.0947°E
葉夫列莫夫，是俄羅斯圖拉州南部的一個城市。2006年人口44,559人。

## 地理
葉夫列莫夫位于圖拉以南约150千米处，頓河的一条支流上。
葉夫列莫夫是圖拉州的直辖市。

## 历史
1637年葉夫列莫夫建城，一开始它是一个保护俄罗斯帝国南疆的要塞，它的名字来自一个俄罗斯男子名字，可能是该要塞的首位指挥官的名字。17世纪末该要塞丧失了其军事意义。
1777年設市，葉夫列莫夫成为一个县的县府。
从1930年代开始葉夫列莫夫逐渐被建成化学工业的中心。
在第二次世界大战中1941年11月23日德意志國防軍占领葉夫列莫夫，但是在同年12月13日就又被苏联红军西南方面军朝叶列茨方向的反攻收复。

### 人口发展
| 年     | 人口数    |
| ------ | --------- |
| 1897年 | 9,044 *   |
| 1926年 | 10,000 ** |
| 1939年 | 26,700 ** |
| 1959年 | 28,700 ** |
| 1979年 | 53,000 ** |
| 1989年 | 56,740 *  |
| 2002年 | 47,256 *  |
| 2006年 | 44,559    |

注释：*人口普查数据；**人口普查数据（四舍五入）

## 文化和名胜
葉夫列莫夫有一座家乡博物馆。

## 经济和基础建设
葉夫列莫夫市内有化学工业、机械制造、纺织、食品和建筑工业。
葉夫列莫夫位于1874年建成的莫斯科至烏茲洛瓦亞和叶列茨的铁路线上。
从莫斯科去往新罗西斯克的M4公路在葉夫列莫夫东部绕过城市。从这里分出地区性的公路去周边城市。

## 人物
- 切比雪夫（1821年-1894年），数学家，曾在葉夫列莫夫生活
- 伊凡·亚历克塞维奇·蒲宁（1870年-1953年），诺贝尔文学奖获得者，于1906年至1910年在葉夫列莫夫生活和工作